# اوپن سکرتز
اوپن سکرتز (انگلیسی: OpenSecrets) یک سازمان غیرانتفاعی مستقر در واشینگتن، دی.سی. است که داده‌های مربوط به امور مالی کمپین و لابی را دنبال می‌کند. این از ادغام مرکز سیاست پاسخگو (CRP) و مؤسسه ملی پول در سیاست (NIMP) ایجاد شد.